# Iglesia de San Elías (Glamoč)
La Iglesia de San Elías (en croata:  Crkva svetog Ilije) es un templo de la iglesia católica en Glamoc, Bosnia y Herzegovina.
La parroquia es muy antigua, se menciona ya en el siglo XIV pero desapareció durante el dominio otomano musulmán en Bosnia.

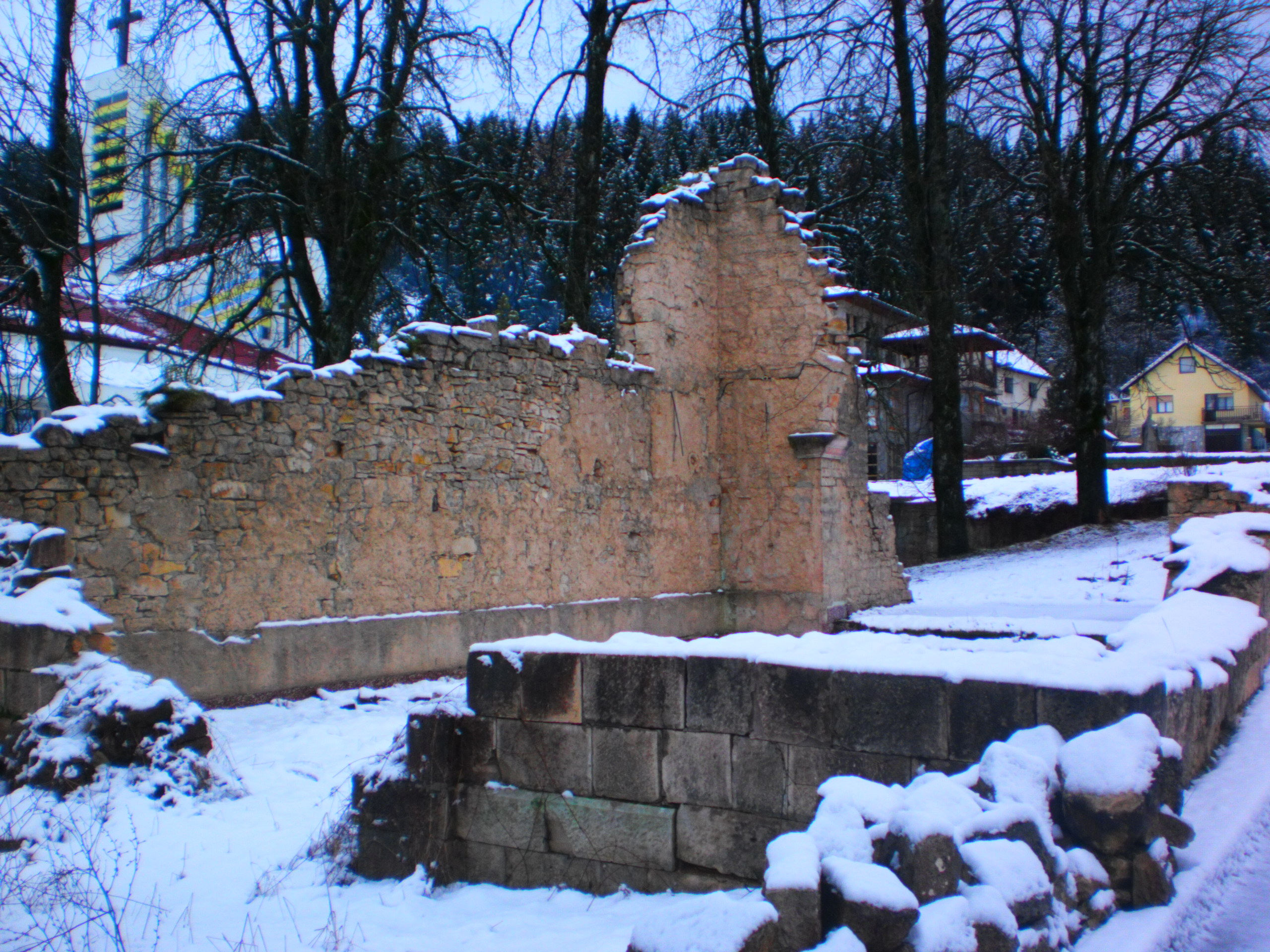
Ruinas de la antigua parroquia destruida

La parroquia fue restaurada en 1872. En primer lugar la iglesia parroquial de San Elías en Glamoc fue construida en 1903. La iglesia fue saqueada e incendiada durante la Segunda Guerra Mundial y reconstruida en 1969. En el marco de la guerra de Bosnia entre los diversos grupos étnicos del país, los soldados serbios profanaron y destruyeron la iglesia y la rectoría en 1992. La construcción de la actual iglesia se inició en 2001. la nueva iglesia fue construida cerca de las ruinas de la antigua iglesia .